# Austrolestes cingulatus
Austrolestes cingulatus là loài chuồn chuồn trong họ Lestidae. Loài này được Burmeister mô tả khoa học đầu tiên năm 1839.

## Hình ảnh

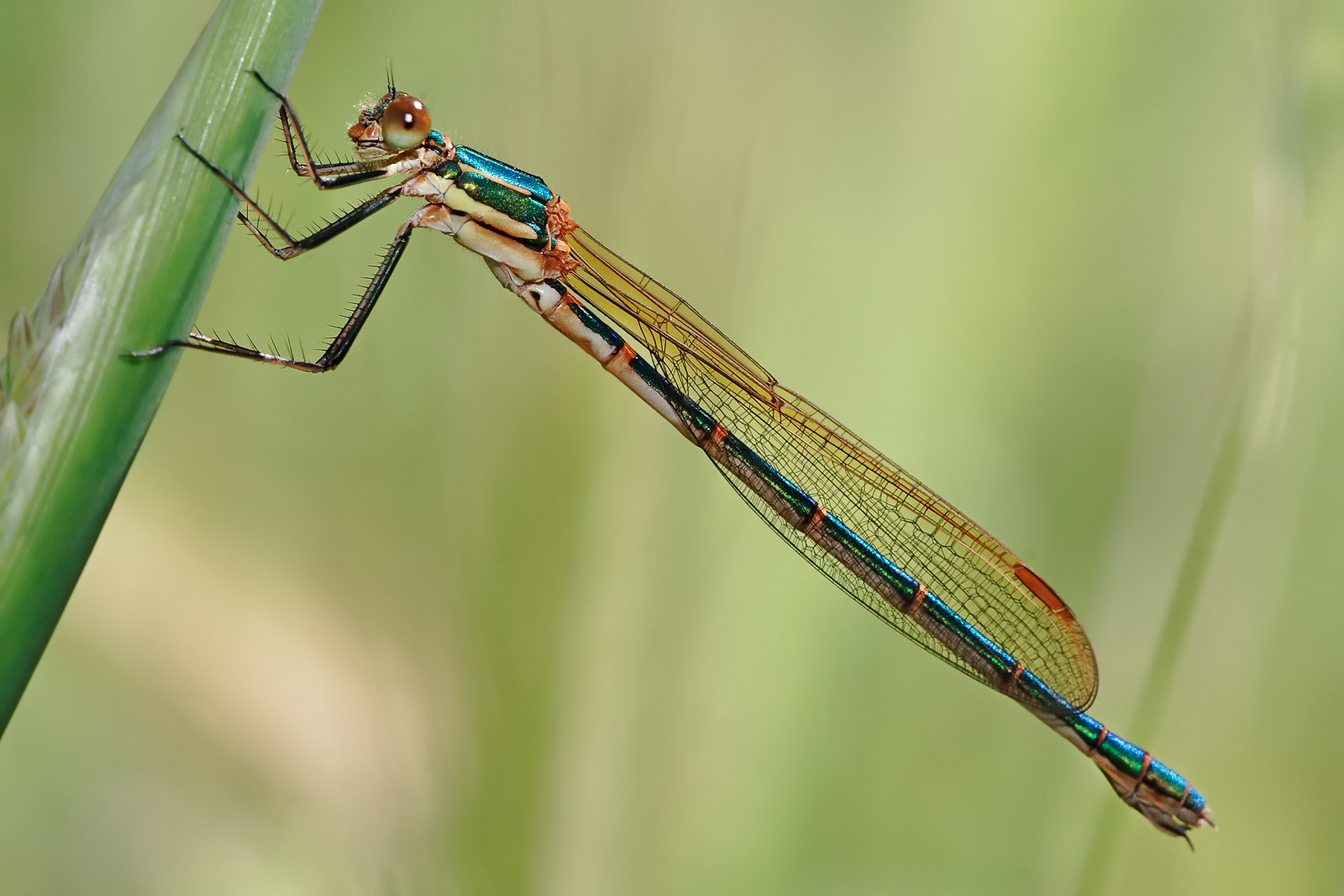
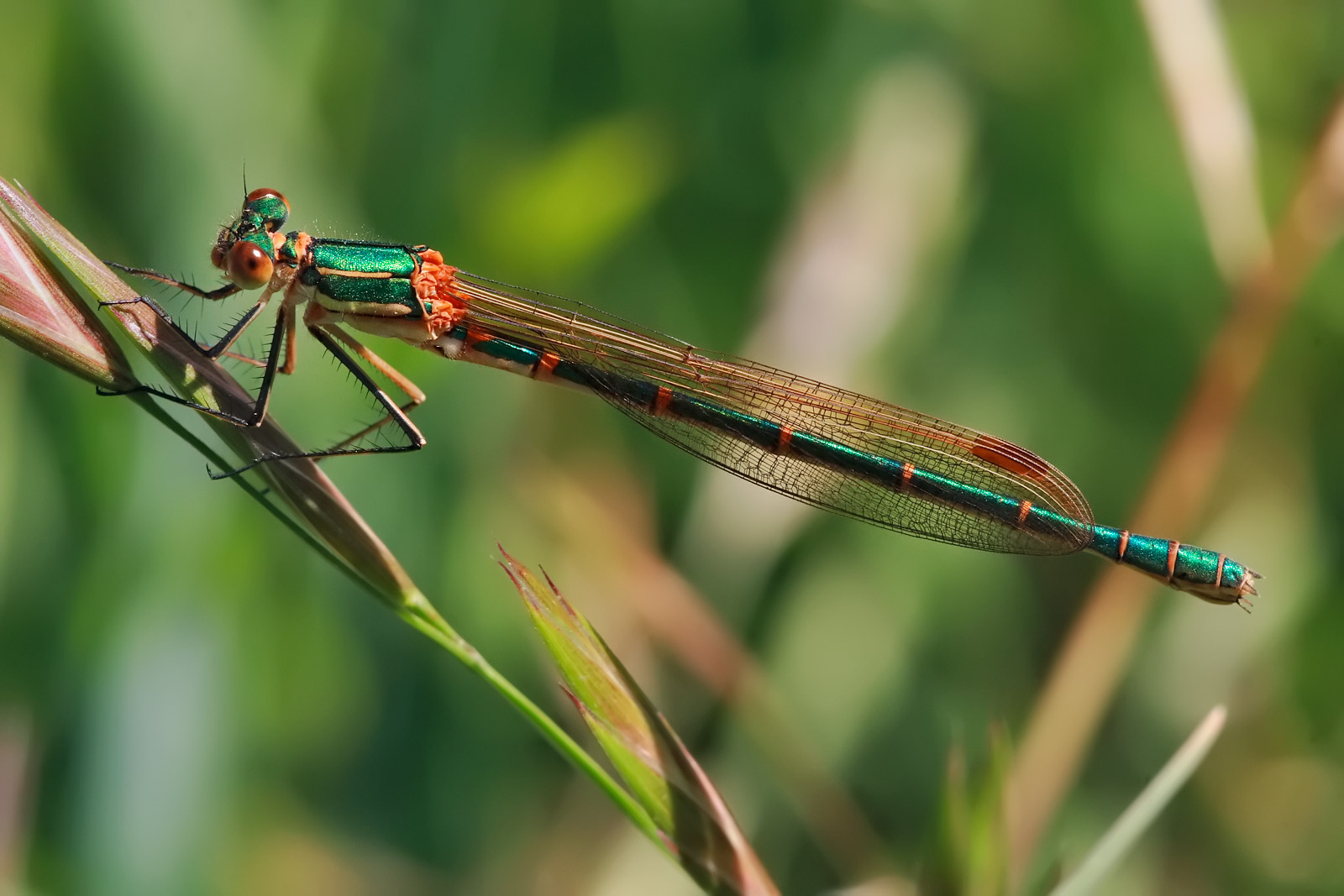
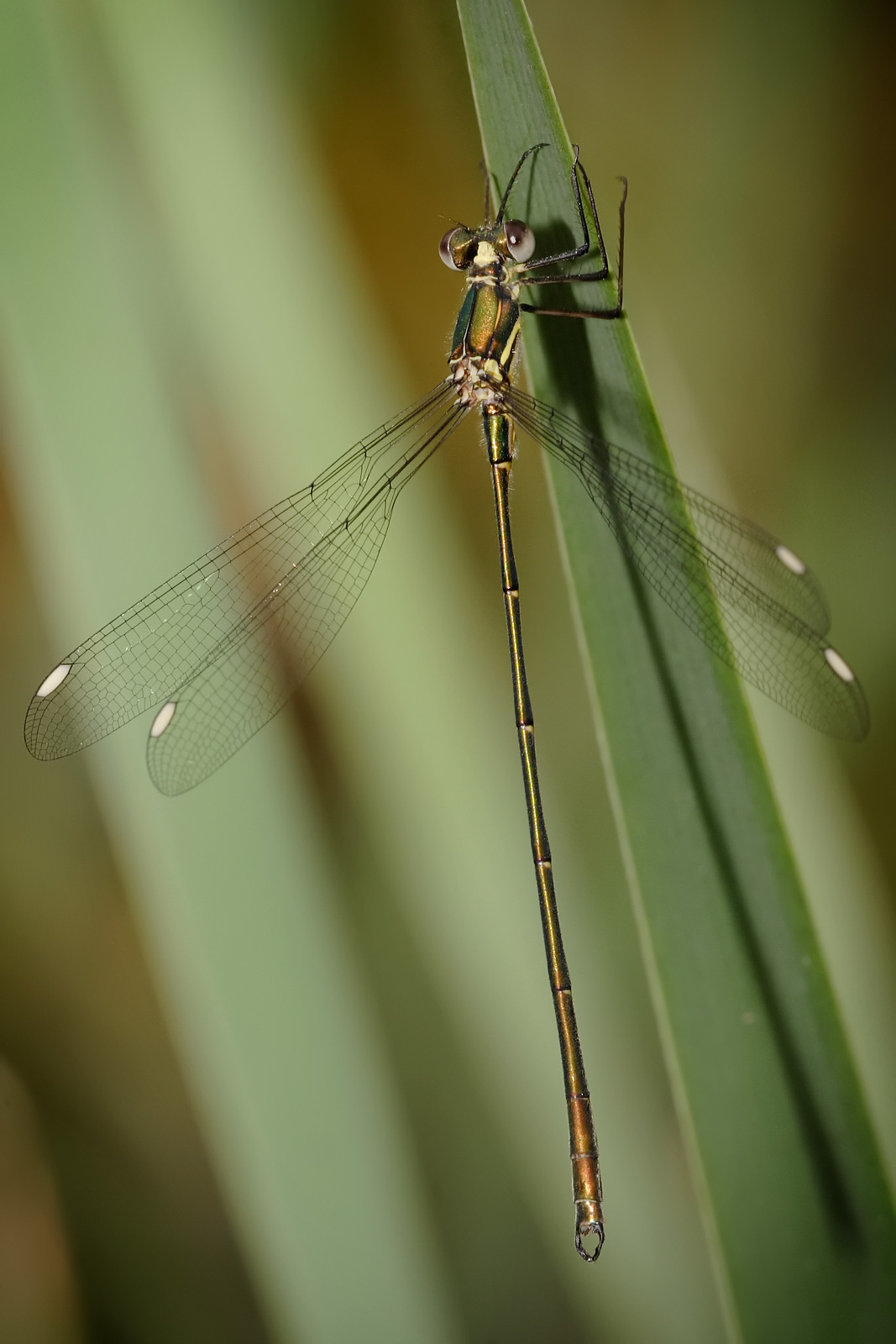